# Антифрод
Антифро́д (от англ. anti-fraud «борьба с мошенничеством»), или (в более узком значении) фрод-мониторинг — система, предназначенная для оценки финансовых и не финансовых событий (карточных транзакций, страховых случаев и страховых выплат, действий пользователя в ДБО, операций с баллами лояльности и проч.) на предмет подозрительности с точки зрения мошенничества и предлагающая рекомендации по их дальнейшей обработке. Как правило, сервис антифрода состоит из стандартных и уникальных правил, фильтров и списков, по которым и проверяется каждая транзакция.
Фрод-мониторинг транзакций осуществляют подразделения финансовых организаций, связанные с безопасностью и оценкой рисков. Собственные технологии фрод-мониторинга есть у международных платёжных систем (VISA, MasterCard, PayPal и другие). Так же как дополнительную услугу к интернет-эквайрингу, фрод-мониторинг предлагают процессинговые центры и платёжные шлюзы.
В России на государственном уровне данные фрод-мониторинга использует Управление К для пресечения мошеннических действий в сфере информационных технологий.

## Антифрод в электронной коммерции
К антифроду также принято относить фрод-мониторинг онлайн-платежей по банковским картам (фрод-мониторинг CNP операций), проходящих через интернет-магазины.
В настоящий момент в мире популярностью пользуются не более двух десятков крупных антифрод сервисов обеспечивающих безопасность онлайн-платежей. В России услугу антифрода интернет-магазинам помимо банков предлагают практически все платежные решения.

### Стандартные правила антифрод сервисов
Практически все ограничения или лимиты фрод-мониторинговых решений строятся на простых правилах:
- ограничение количества покупок по одной банковской карте или одним пользователем за определенный период времени
- ограничение на максимальную сумму разовой покупки по одной карте или одним пользователем в определенный период времени
- ограничение на количество банковских карт, используемых одним пользователем в определенный период времени
- ограничение на количество пользователей, использующих одну карту
- учёт истории покупок по банковским картам и пользователями (так называемые «черные» или «белые» списки)

Обязательным требованием к реализации таких правил является распознавание пользователя по различным параметрам и алгоритмам. Соответственно, преимущество антифрод сервиса определяется его способностью быстро и с максимальной степенью вероятности распознать мошенника. Ещё одним плюсом фрод-мониторинга является способность оценивать поведение покупателя в процессе проведения платежа. Насколько правдивую информацию указывает о себе человек и насколько совокупность параметров пользователя соответствует стандартным шаблонам поведения добропорядочных покупателей — это дополнительные факторы, которые фрод-мониторинговые сервисы стараются учесть при оценке вероятности мошенничества.